# Kultura i sztuka w III Rzeszy

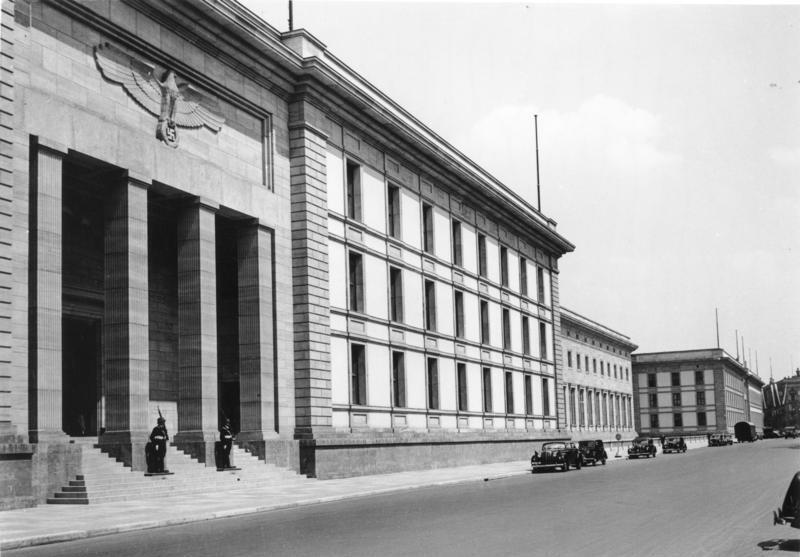
Nowa Kancelaria Rzeszy, autorstwa Alberta Speera

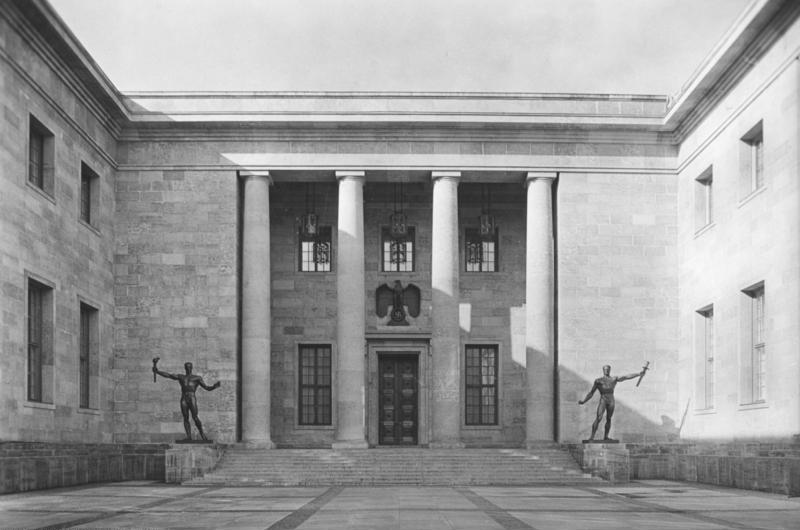
Dziedziniec Nowej Kancelarii Rzeszy

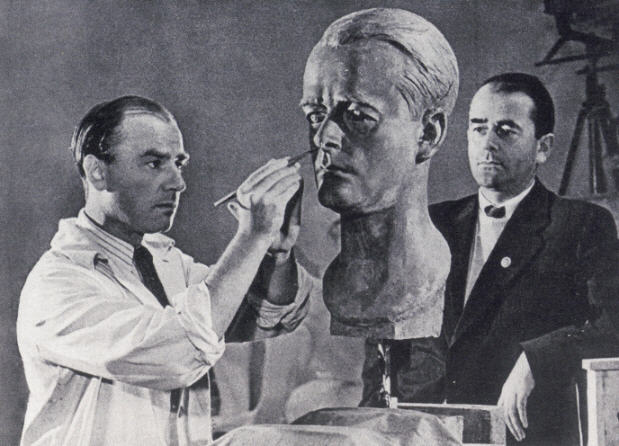
Rzeźbiarz Arno Breker portretuje Alberta Speera

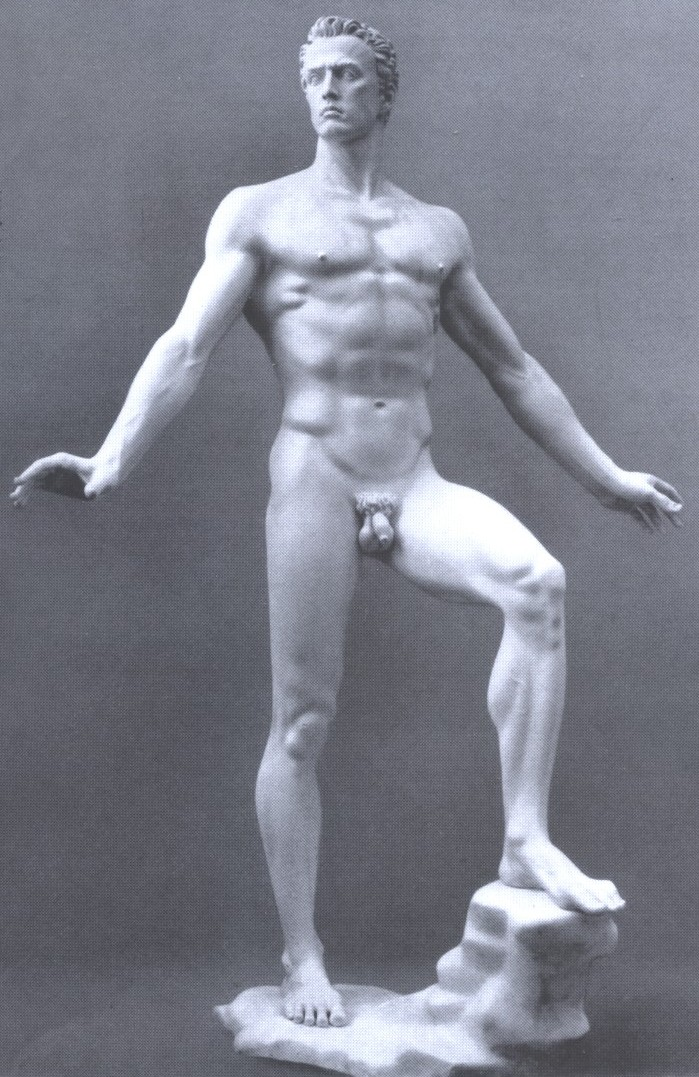
Rzeźba Arno Brekera Zwycięzca

Objęcie władzy w Republice Weimarskiej przez NSDAP sprowadziło kulturę i sztukę do roli narzędzi propagandy. Sztuka nowatorska uznana została za „zwyrodniałą” i dość szybko wyeliminowana z życia publicznego. Różnorodność gustów przedstawiano jako konsekwencję sprzeczności ideologicznych, a przede wszystkim obcości rasowej – sztuka nowoczesna, czyli „zwyrodniała” kojarzona była przede wszystkim z „żydowskim gustem”.

## Urzędy
13 marca 1933 utworzono „Reichsministerium für Volksaufklärung und Propaganda” („Ministerstwo Propagandy i Oświecenia Publicznego”) pod kierunkiem Josepha Goebbelsa. Rozporządzeniem z 2 września 1933 utworzono Izbę Kultury Rzeszy. Siedem izb obejmowało muzykę, teatr, piśmiennictwo, prasę, radio i film oraz sztuki plastyczne. Do izb przyjmowano tylko ludzi o niemieckim obywatelstwie i o „aryjskim” pochodzeniu. Tylko członkom izb pozwolono na uprawianie twórczości.
22 września 1933 roku Adolf Hitler powołał do życia Izbę która miała odtąd sprawować kontrolę nad rasową i estetyczną czystością niemieckiej sztuki. Na czele Izby Kultury Rzeszy stanął Joseph Goebbels. Składała się z 7 oddziałów:
- Reichsschrifttumskammer (Izba Piśmiennictwa Rzeszy) – zrzeszenie pisarzy (prezydenci: do 1935 Hans Friedrich Blunck(inne języki), potem Hanns Johst),
- Reichsfilmkammer (Izba Filmowa Rzeszy) – zrzeszenie filmowców (prezydenci: Fritz Scheuermann(inne języki) do 1935, od 1935 Oswald Lehnich(inne języki), od 1939 Carl Froelich(inne języki)),
- Reichsmusikkammer (Izba Muzyki Rzeszy) – zrzeszenie muzyków (prezydenci: do 1935 Richard Strauss, potem Peter Raabe),
- Reichstheaterkammer (Izba Teatrów Rzeszy) – zrzeszenie ludzi teatru (prezydenci: do 1935 Otto Laubinger(inne języki), od 1935 Rainer Schlösser(inne języki), od 1938 Ludwig Körner(inne języki), od 1942 Paul Hartmann),
- Reichspressekammer (Izba Prasy Rzeszy) – zrzeszenie dziennikarzy (prezydent: Max Amann),
- Reichsrundfunkkammer (Izba Radiofonii Rzeszy) – zrzeszenie pracowników radiofonii (prezydent: Horst Dreßler-Andreß(inne języki); w 1939 rozwiązana),
- Reichskammer der bildenden Künste (Izba Sztuk Pięknych Rzeszy) – zrzeszenie malarzy i rzeźbiarzy (prezydenci: do 1936 Eugen Hönig(inne języki), od 1936 Adolf Ziegler).

## Sztuka popierana
Władze hitlerowskie popierały twórców takich, jak malarze Adolf Ziegler i Adolf Wissel oraz rzeźbiarze Arno Breker i Josef Thorak. Ich dzieła miały przemawiać najprostszym językiem do nie wyrobionych odbiorców, gloryfikować rasę germańską, przemoc i zwycięską wojnę przeciw wrogom III Rzeszy. Wyobrażały żołnierzy w stalowych hełmach, robotników z kilofami w dłoniach i hoże dziewoje otoczone gromadką dzieci. Twórcy nie unikali nagości, nie osłoniętej nawet listkami figowymi. W architekturze Albert Speer promował architekturę w stylu zbrutalizowanego klasycyzmu.
Paradoksalnie w Związku Radzieckim odbywała się równocześnie kampania walki z awangardą w sztuce i promowania socrealizmu jako jedynie słusznego kierunku w sztuce. O zbieżności tych działań świadczy fakt, że rzeźbiarz Arno Breker został w roku 1939 zaproszony do Moskwy do udziału w opracowaniu projektu Pałacu Rad.
Podobnie jak w dziedzinie plastyki, władze hitlerowskie wpisały na listę prohibitów dzieła kompozytorów awangardy, jak operę Paula Hindemitha Mathis der Maler.

## Sztuka zwyrodniała
Od przejęcia władzy w roku 1933 władze III Rzeszy zwalczały wszystkie współczesne kierunki w sztuce, zaliczając je do „sztuki wynaturzonej”. Artystów – zwolenników ekspresjonizmu, kubizmu, surrealizmu i pokrewnych kierunków usuwano z uczelni artystycznych, a ich dzieła zabierano z muzeów i galerii. Skonfiskowane dzieła wyprzedawano za granicę lub palono publicznie na stosach. Ze szczególną zaciekłością zwalczano artystów pochodzenia żydowskiego. Zakazem twórczości obłożono artystów tej miary, co Käthe Kollwitz, Ernst Barlach, Otto Dix, George Grosz i John Heartfield. Wielu artystów wybrało wtedy emigrację.
Wystawa sztuki zdegenerowanej została zorganizowana przez NSDAP w Monachium i trwała od 19 lipca 1937 do listopada tegoż roku. Po jej zamknięciu część eksponatów została pokazana na dwunastu wystawach w innych miastach Niemiec.
Równocześnie z omawianą wystawą odbywała się w ramach obchodów „Lata Monachijskiego 1937" „Pierwsza Wielka Niemiecka Wystawa Sztuki”, mająca stanowić dowód wyższości sztuki hitlerowskiej nad zgniłą sztuką awangardową.

## Muzyka
Po dojściu Hitlera do władzy wielu wybitnych muzyków wybrało emigrację, najczęściej do USA, gdzie mogli swobodnie występować. Wielu innych, którzy zostali zaakceptowani przez władze, zrobiło w III Rzeszy kariery: Wilhelm Furtwängler został szefem Berlińskich Filharmoników, Herbert von Karajan dyrektorem Opery Berlińskiej, Günther Ramin został kantorem kościoła św. Tomasza w Lipsku. Carl Orff skomponował w roku 1937 oratorium Carmina Burana.
Za narodowego kompozytora niemieckiego uznany został Richard Wagner (1813–1883), do czego w znacznym stopniu przyczyniło się osobiste upodobanie Hitlera do jego oper. Festiwale w Bayreuth stały się wzorem dla partyjnych uroczystości.
W dniach od 22 do 29 maja 1938 roku w Düsseldorfie odbyły się Dni Muzyki Rzeszy pod patronatem i z udziałem Goebbelsa.
Obok koncertów i przedstawień operowych dla elity zorganizowano występy w fabrykach dla robotników w ramach akcji „Siła przez Radość” (Kraft durch Freude). (...) Koncertom towarzyszył kongres muzykologiczny, pierwszy zwołany od chwili objęcia władzy przez Hitlera. (...) Referaty wygłoszono w pięciu grupach tematycznych, wśród których największy rezonans wzbudziło zagadnienie „Muzyka i rasa”. Akademicy (...) deklarowali, iż zadaniem władz Rzeszy winno być zwalczanie przesadnego indywidualizmu w sztuce i popieranie twórczości adresowanej do szerszych warstw: sztuka nie może być luksusem i przywilejem elity. Podczas obrad nad „Niemiecką muzyką” muzykolodzy uzasadniali Anschluss przez powołanie się na jej odwieczną wspólnotę kulturową z innymi krainami w Niemczech (w podobnym tonie uzasadniano w 1939 roku przyłączenie do Rzeszy ziem polskich).
Z tej okazji zorganizowano także wystawę „Zwyrodniałej muzyki” – Entartete Musik. Wyeksponowano na niej książki, projekty scenografii do oper, partytury utworów i karykatury artystów potępionych za tworzenie „zwyrodniałej sztuki”. Byli wśród nich m.in.: Alban Berg, Ernest Bloch, Hanns Eisler, Paul Hindemith, Ernst Křenek, Arnold Schönberg, Igor Strawinski, Ernst Toch.

## Film
W dziedzinie kinematografii oprócz filmów rozrywkowych powstały na zamówienie władz filmy propagandowe, jak Leni Riefenstahl Triumf woli i Olimpiada, a także Veita Harlana Żyd Süss.